# (10011) Авидзба
(10011) Авидзба (лат. Avidzba) — типичный астероид главного пояса, открыт 31 августа 1978 года советским астрономом Николаем Черных в Крымской астрофизической обсерватории и 9 марта 2001 года назван в честь учёного в области виноделия Анатолия Авидзбы.

## Обнаружение и именование
(10011) Авидзба
Открыт 31 августа 1978 года в Крымской астрофизической обсерватории Н. С. Черных.
Анатолий Мканович Авидзба (р. 1951) — садовод и виноградарь; является членом Международной академии виноградарства и виноделия, членом-корреспондентом Украинской академии аграрных наук и директором института виноградарства и виноделия «Магарач» в Крыму.
Оригинальный текст (англ.)10011 Avidzba
Discovered 1978 Aug. 31 by N. S. Chernykh at the Crimean Astrophysical Observatory.
Anatolij Mkanovich Avidzba (b. 1951), orchardist and viticulturist, is a member of the International Academy of Vine-growing and Wine-making, a corresponding member of the Ukrainian Academy of Agrarian Sciences and director of the "Magarach" institute of Vine-growing and Wine-making in the Crimea.
Источники: 20010309/MPCPages.arc; M.P.C. 42360.

## Орбита

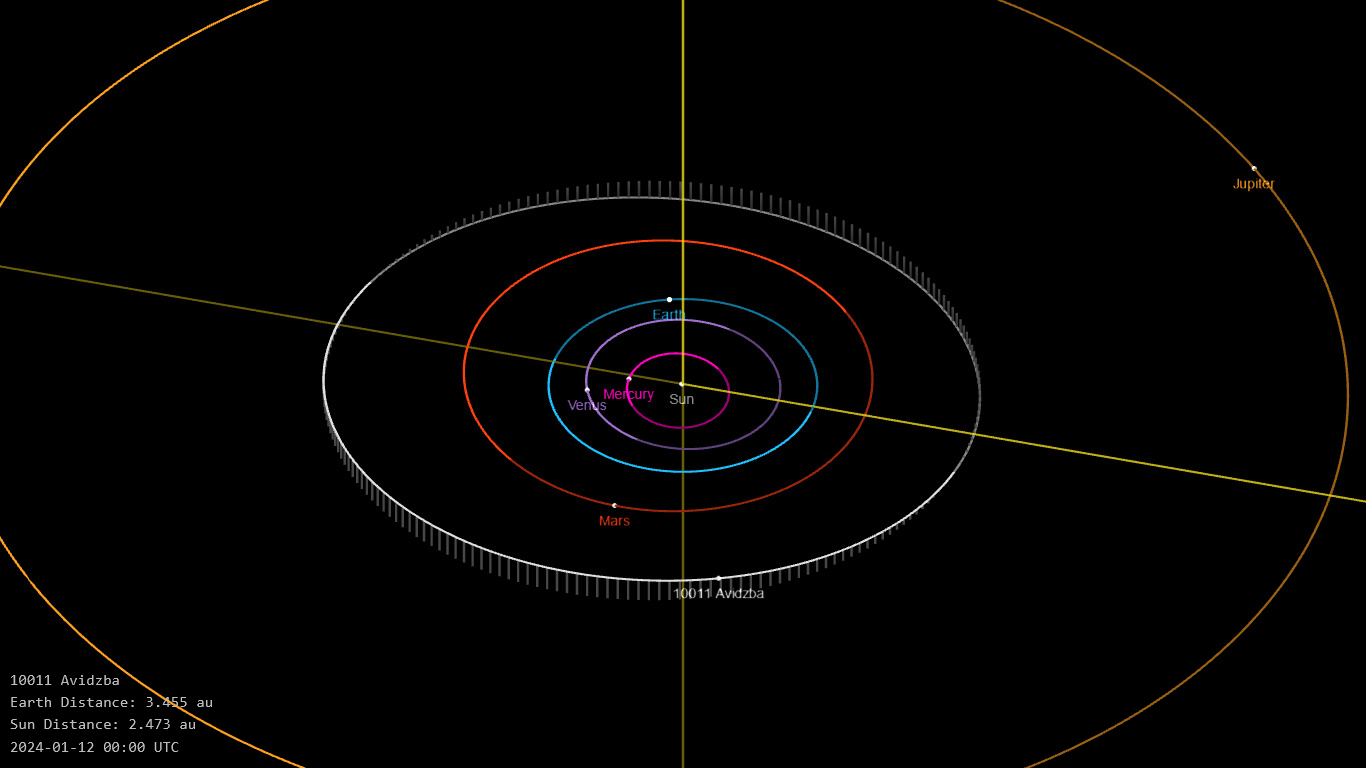
Орбита астероида Авидзба и его положение в Солнечной системе

## Физические характеристики
Астероид относится к таксономическому классу S.
По результатам наблюдений в видимом и ближнем инфракрасном диапазоне космического телескопа NEOWISE диаметр астероида оценивался равным 4,196±0,260 км. Согласно тем же источникам альбедо оценивается как 0,3321±0,0726 и 0,332±0,073.